# USS LST-357
O USS LST-357 foi um navio de guerra norte-americano da classe LST que operou durante a Segunda Guerra Mundial.